# 延水关镇
延水关镇，是中华人民共和国陕西省延安市延川县下辖的一个乡镇级行政单位。
2015年，陕西省民政厅批复同意将原马家河乡李家河、庞家河、中塬、小园则、寺河、圪图河、李家迁、刘家、马家河、高家塬、郭家河、干北塬、王家河、贯头、牛木塬、古寺、玉龙河、王家塬、崾头、玉龙塬、陈家河21个村划归延水关镇。

## 行政区划
延水关镇下辖以下地区：
张家河村、延水关村、高家畔村、伏寺村、杨家畔村、石佛村、苏亚村、新胜古村、冯家塬村、刘家塬村、呼家塬村、下刘塬村、桑洼村、刘泉村、石家山村、冯家崖村、贺家河村、东村、大连沟村、孙家山村、张家洼村、段家山村、郝家千村、马家河村、陈家河村、寺河村、克图村、牛木塬村、贯头村、王家塬村、高家塬村、王家河村、古寺村、干北塬村、玉龙塬村、玉龙河村、崾头村、郭家河村、李家千村、刘家村、中塬村、小塬则村、庞家河村和李家河村。